# Comune di Aabenraa
Il comune di Aabenraa (in danese Aabenraa Kommune) è un comune della Danimarca situato nella regione della Danimarca Meridionale (Syddanmark).
Capoluogo e sede amministrativa è la città omonima.
Il comune è stato riformato in seguito alla riforma amministrativa del 1º gennaio 2007 accorpando i precedenti comuni di Bov, Lundtoft, Rødekro e Tinglev.

## Centri abitati
I centri abitati principali del comune sono:
- Aabenraa (16 505)
- Rødekro (6 193)
- Padborg (4 258)
- Tinglev (2 783)
- Løjt Kirkeby (2 375)